# Charvátci

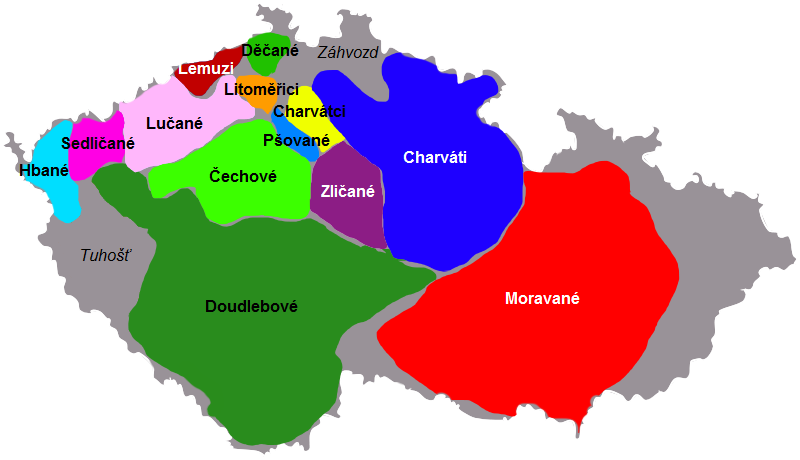
Charvátci na mapě s ostatními kmeny v hranicích moderní České republiky

Charvátci byli jedním z bájných českých kmenů sídlících před vznikem přemyslovského knížectví na území Čech. Za jejich území se většinou považuje dnešní Mladoboleslavsko. V 10. století proběhlo dokončení procesu sjednocení českého státu, v tu dobu pravděpodobně Charvátci ztratili suverenitu. Charvátci a Charváti bývají často ztotožňováni. Za jejich potomky jsou některými historiky považováni Markvartici.